# Omnia (groupe)
Pour les articles homonymes, voir Omnia.
Omnia est un groupe néerlandais de néofolk, originaire d'Utrecht. Ils jouent de nombreux morceaux de leur propre composition, mais également quelques échantillons de musique en provenance d'Irlande, de Bretagne ou même d'Afghanistan. Omnia a joué dans de nombreux festivals de gothique, folk, fantasy et médiéval en Allemagne, aux Pays-Bas, en Belgique, au Luxembourg, en France, en Autriche et en Hongrie. Ils se produisent très régulièrement au festival de Castlefest en Lisse, Pays-Bas.

## Histoire

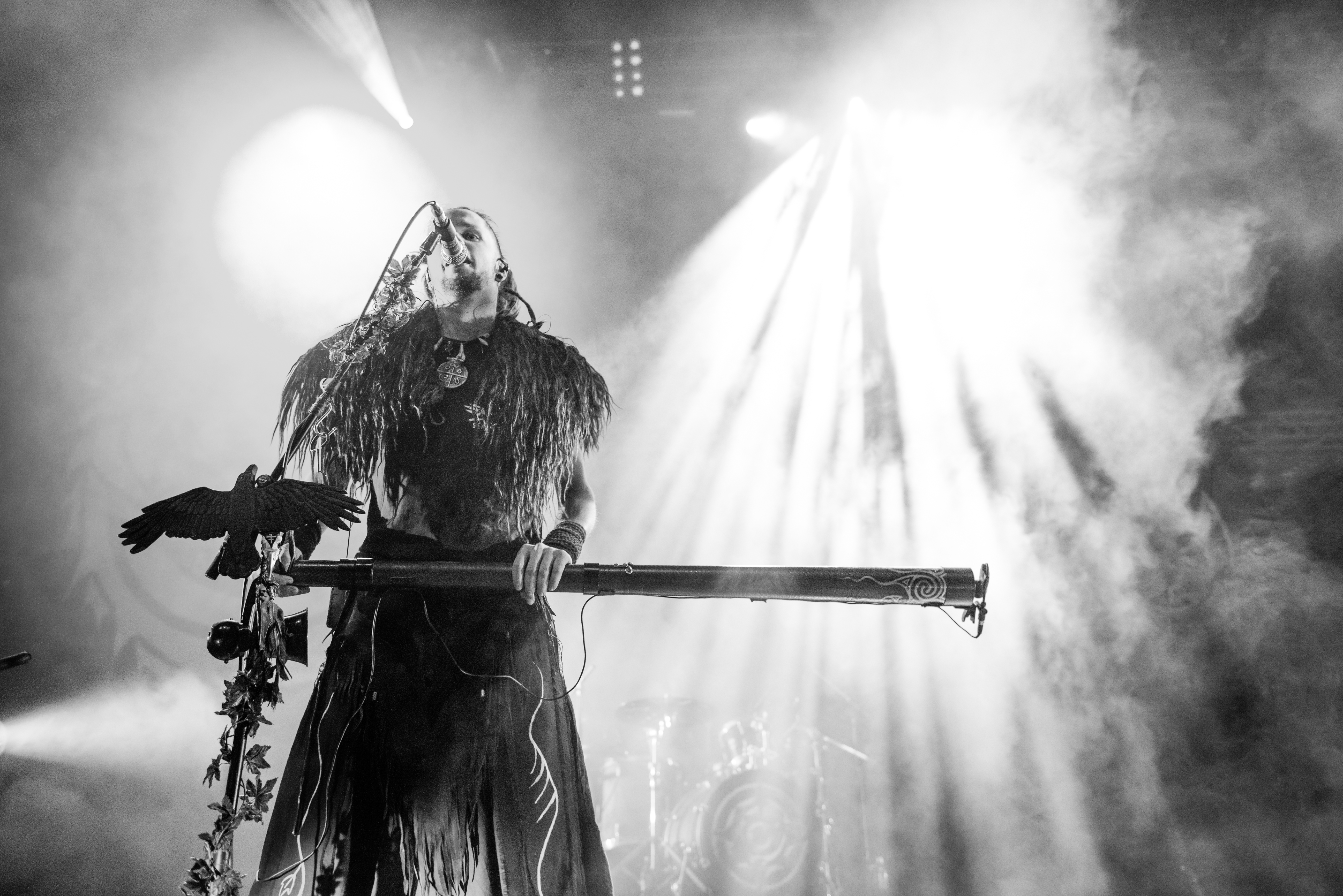
Daphyd « Crow » Sens.

En 1996 le groupe Omnia, alors néerlandais, débutait son histoire en tant que troupe de théâtre historique gallo-romain. Les spectacles comprenaient des performances historiques, tels que des combats de gladiateurs, ainsi que l'interprétation de musiques de cette période. Après quelques tâtonnements, Luka et Sic commencèrent à jouer plus de musiques celtiques. C'est à ce moment qu'Omnia cesse ses fameux spectacles pyrotechniques qui incluait cracheurs de feu et combats d'épées enflammées.
Omnia est un groupe renommé dans les sous-cultures fantasy et folk-médiévale, connu pour sa musique, ses instruments originaux (parfois fabriqués par les musiciens) son sarcasme et son humour sur scène. On peut signaler qu'Alan Lee, un grand nom de l'illustration fantasy qui s'avère être l'oncle de Jenny, participe à la réalisation du design de l'album Alive!.
Jenny rejoint Omnia en 2002. Le groupe se concentra alors complètement sur des sonorités celtiques. Le guitariste irlandais, Joe, commence à jouer avec le groupe en tant qu'invité pour l'album Crone of War. Il fait ensuite partie du groupe. Le batteur Michel Rozek décide de quitter le groupe en juin 2009. Luka décide de quitter le groupe en 2010. Le batteur Tom Spaan décide de quitter le groupe en 2011. En 2018, le groupe publie son album Reflexions,.
Au début de la pandémie de Covid-19 en 2020, le groupe se fait de plus en plus remarquer par la diffusion de mythes conspirationnistes en rapport avec le Covid-19. Non seulement les mesures prises pour protéger et endiguer le COVID-19 ont été critiquées, mais des théories du cui-bono ont été avancées de manière récurrente,,,. Pour le vingtième anniversaire des attentats terroristes du 11 septembre 2001, Steve diffuse en outre des théories de conspiration sur le nouvel ordre mondial.

## Style musical
Omnia joue lors de festivals fantastiques, médiévaux, celtiques ou gothiques. Le groupe joue parfois sur scène avec leurs confrères de Faun, et vice versa. Leur musique est entièrement acoustique les premières années mais l'insertion d'un synthétiseur au sein du groupe leur offre un panel de son plus large. Omnia fait usage d'éléments issus de la musique folk, de la musique celtique, de la musique scandinave, de la gothique, du heavy metal et de la musique médiévale.
Les artistes chantent selon les morceaux en anglais, en gaélique, en breton, en finnois, en allemand, en latin, ou encore en hindi. Ils jouent également de la harpe celtique, de l'harmonica, de la vielle à roue, du bodhrán, de la guitare, du violon, du bouzouki, du didjeridoo, de la flûte de toutes sortes, de la cornemuse, et de différents tambours et autres percussions.

## Membres

### Membres actuels

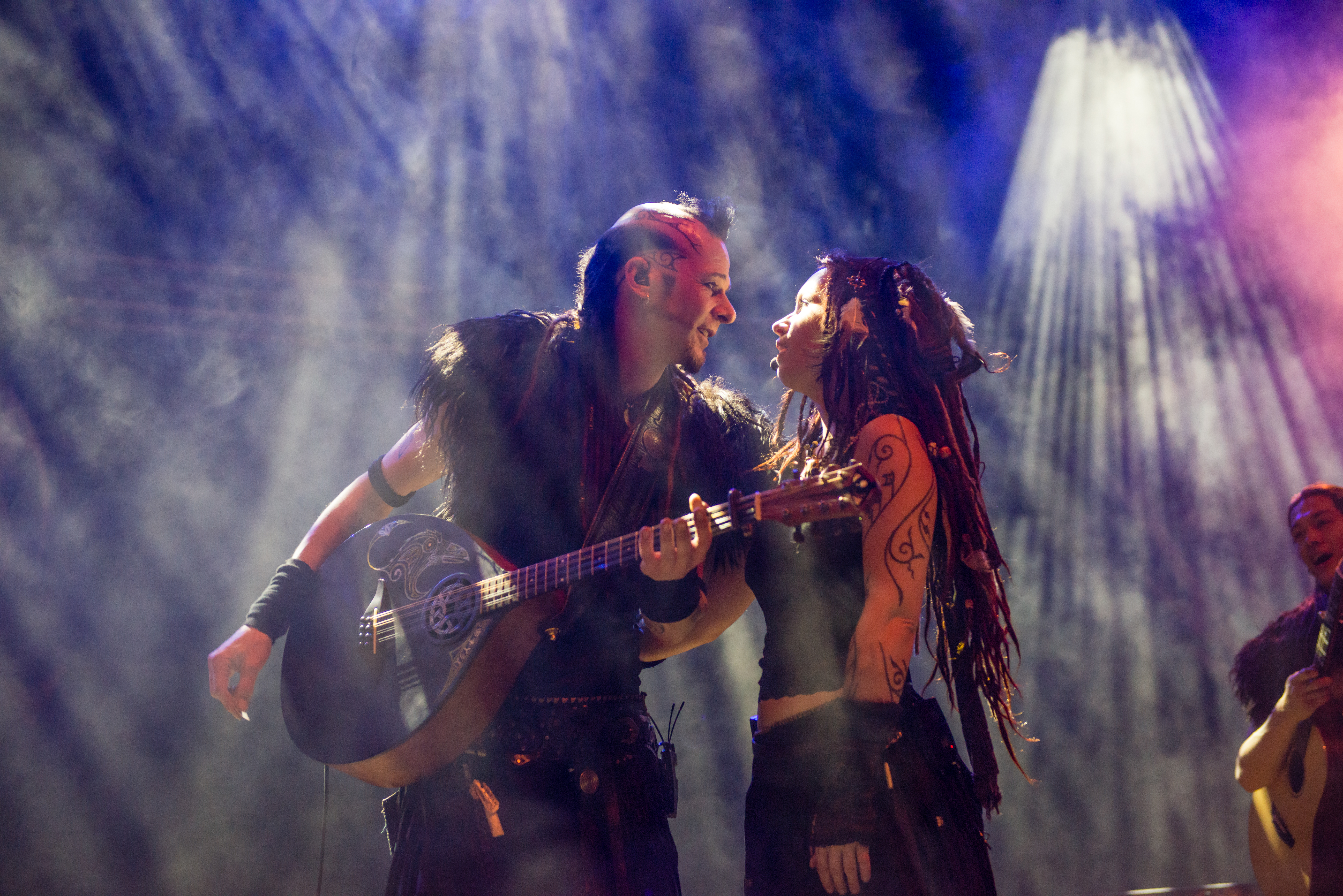
Steve et Jenny.

- Steve « Sic » Evans - Van der Harten - voix, bouzouki, flûte, tambours (depuis 1996)
- Jennifer « Jenny » Evans - Van der Harten - voix, harpe celtique, vielle à roue, bodhrán, piano, voix, harpe celtique, vielle à roue, bodhrán, piano (depuis 2002)
- Daphyd « Crow » Sens – didjeridoo (depuis 2011)
- Rob « Raido » van Barschot – batterie (depuis 2011)

### Anciens membres
- Michel « Mich » Rozek – percussions (2007-2009) (membre de Rastaban et La Horde)
- Joost « Yoast » van Es - violon, guitare, mandoline, banjo (2009)
- Joe Hennon – guitare (2004-2010) (membre du groupe Shantalla)
- Louis « Luka » Aubri - Krieger - didjeridoo, voix, cornemuse (1996-2010) (membre de Rastaban et Cesair)
- Tom Spaan - batterie, percussions (2009-2011)
- Philip Steenbergen – guitare, basse, chœurs (2010-2013)
- Satria Karsono – guitare, chœurs (2014-2017) (membre de Sunfire)

### Albums studio

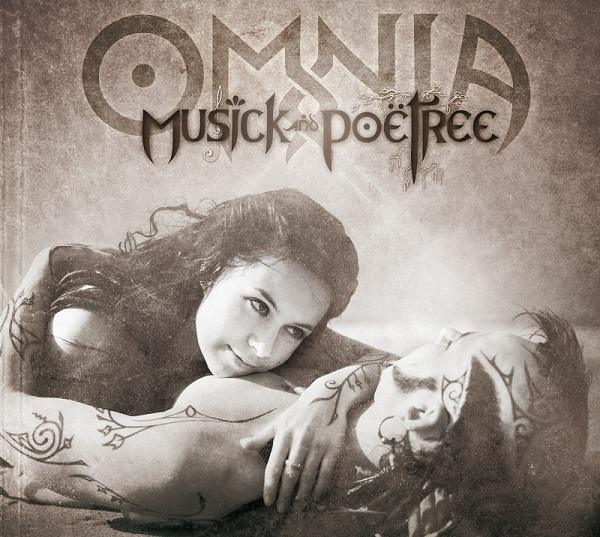
Pochette de l'album Musick and Poëtree

## Discographie

### Albums live
- 2004 : Live Religion - Album live enregistré dans une église.
- 2008 : PaganFolk at the Fairy Ball - Album téléchargeable gratuitement depuis le site officiel[9].
- 2012 : Live on Earth

### Compilations et remixes
- 2007 : Cybershaman
- 2007 : History (compilation pour les États-Unis)

### DVD
- 2008 : Pagan Folk Lore